# Sphaerotrochalus somalicola
Sphaerotrochalus somalicola är en skalbaggsart som beskrevs av Frey 1960. Sphaerotrochalus somalicola ingår i släktet Sphaerotrochalus och familjen Melolonthidae. Inga underarter finns listade i Catalogue of Life.